# Charles-Benoît Astier
Pour les articles homonymes, voir Astier.
Charles-Benoît Astier est un pharmacien français. Né à Mont-Dauphin le 6 mars 1771, il est décédé à Toulouse le 12 mai 1835.

## Biographie
Surnuméraire à l'hôpital militaire de Mont-Dauphin (1781-1786) puis à l'hôpital de Toulon (1787), il devient sous-aide-major à l'armée de Midi (1792) et fait partie des hôpitaux ambulants de l'armée d'Italie (1793). Aide-major à L'hôpital militaire de Toulon (1793) puis major à l'armée d'Italie (1798) et à l'hôpital d'Alexandrie (1809), il est envoyé à l'hôpital de Toulouse pour diriger la fabrication de sirop de raisin destiné à l'approvisionnement des hôpitaux des armées du Nord (1810). En 1813, il est nommé pharmacien principal. Major à l'hôpital de Toulouse (1815), il est mis à la retraite en 1816.

## Œuvres
Pharmacien militaire, il travaille longtemps sous les ordres de Parmentier. Il perfectionne l'œnologie, mène avec Wably et Sénillas une série d'expérimentations sur la germination, la fermentation et la putréfaction, qu'il reprend à Toulouse à la fin de sa vie.
On lui attribue l'application du sublimé corrosif pour la conservation des bois de construction. En 1826, il perfectionna les lampes hydrostatiques inventées par Lange et Verzi.

## Publications
- Méditations sur la fièvre jaune, et moyens de s'en garantir, Toulouse, Douladoure, 1821.
- Réponse du pharmacien principal Astier... à la lettre de M. le Dr Valli... sur la propriété antifermentescible et antiputrescible de l'oxide rouge de mercure et du camphre, 1815.
- Lettre de C.-B. Astier... à la Société royale de médecine de Toulouse, sur le choléra-morbus et la phtisie pulmonaire, 1831.
- Le Dernier Mot du chevalier Astier, sur l'appareil vinificateur de Mlle Gervais, 1822.
- Fontaine marine ou Nouvel appareil distillatoire pour la dulcification de l'eau de mer, 1804.
- Rapport des expériences faites sur le sirop de raisin, 1810.
- Des Ferments et des virus, à propos des urinoirs publics de Toulouse (et du choléra-morbus), 1833.